# 塚越智朗
塚越 智朗（つかこし ともあき、1972年12月22日 - B型）は、日本のシンガーソングライター、プロデューサー、タレント。

## メディア・イベント出演
- 1997年12月～1998年1月 ラジオCM『サッポロ 黒ラベル “CMソングオーディション”』自作自演曲オンエア（J-wave、FM802、北海道ノースウェーブ）。
- 1999年3月 NTV『いつみても波瀾万丈』再現ドラマ主役：モト冬樹役（中学生以降すべて）出演。
- 1999年11月 『横浜みなとみらい21フェスティバル』ダンスパレードアフリカンチームテーマソング「Halo」の作詞とボーカル出演。
- 2000年2月 テレビ朝日『タケシムケン』ニセバカ殿役で出演。
- 2000年2月 TBS『ビッグウェンズデイ』“ナリキリくん浜田省吾”で出演。
- 2000年2月 TOKYO FM系列CSミュージックバード『X3 FILE』（「Halo」オンエア）。
- 2000年3月 テレビ朝日『びっくりハンター』出演。
- 2002年1月 AM北日本放送『アッキー・ユッキーのChot Choco Chip』ゲスト出演。
- 2002年12月 桶川市べに花ふるさと館にて、男女ユニット「Fortune」でクリスマスコンサート（ワンマン）。
- 2003年1～3月 映画『黄泉がえり』出演。
- 2003年7月 渋谷club asiaでの、香瑠鼓オーガナイズ『サマーキッズフェスティバル』で司会とFortuneで出演。
- 2004年1月〜 テレビCM『サッポロ 生ビール “巨大居酒屋篇”』出演。
- 2004年5月 横浜赤レンガ倉庫でのダンス舞台『AUΛA～アウラ～』ボーカル、ダンスで出演。
- 2004年7月 世田谷区立用賀中学校にゲストティーチャーとして呼ばれての特別授業。
- 2007年～ 『あっ！とおどろく放送局』に度々ゲスト出演。
- 2010年9月 可児市文化創造センターでのゲストライブにて、自身の作詞作曲による歌「LET IT DOWN」でジャズドラマーのジェームス・リーバイと共演。
- 2011年11月～ 多摩レイクサイドFM『劉哲志の今夜もごきげん！』に度々ゲスト出演。
- 2012年5月～ 大塚Welcome backのプロDAYに出演し以後、定期的にライブ出演。
- 2012年12月 六本木BRAVE BARにて、大晦日まで10日連続の『珍獣オアシス』を開催
- 2014年5月、8月、12月 CX『めちゃ2イケてるッ！』出演。
- 2014年6月 六本木BRAVE BARにて、『珍獣オアシス』200回記念イベントとして、38時間連続ライブイベントを開催。
- 2014年7月～ 新本一真主宰のカズマプロダクション（TYPES）主催によるミュージカル舞台『ドルフィンブルー』にゲストシンガーとして出演（2015年1月、5月は江戸東京博物館・大ホールに、2014年12月、2015年7月、2015年9月は座・高円寺２に出演し、うち、5月、7月の公演では、倉石功とも共演し、7月の公演では自身のオリジナル曲である「大地の空」の歌詞の朗読を倉石が行った。9月公演では、新本からの強い要望で自身のオリジナル曲「Still」をテーマにした内容の舞台でメインシンガーとして自身の作詞作曲による歌で11曲を歌った)。
- 2015年3月 MBS・TBS特番『関ジャニ∞博物館』出演。
- 2015年12月 大塚Welcome backで開催された『塚越智朗バースデーワンマンライブ～魂の飛翔～』で、「真っ白な未来へ」を楽曲提供したプロレスラーの大和ヒロシとステージで共演。[1]
- 2016年6月26日 千葉県市原市臨海体育館にて行われた『WRESTLE-1 大和ヒロシプロデュース興行 市原大会』に東京ラリアッツで出演。「真っ白な未来へ」を大和ヒロシとコラボレーションし披露。[2]
- 2016年7月1日 りあん脚本・監督、ともろー主演の短編映画『鏡草』発表上映会ライブを南青山MANDALAにて、りあんと共同開催。出演・プロデュースを手掛ける。
- 2016年12月3日 “響の森”桶川市民ホール プチホールにて地元凱旋ワンマンライブを自らのプロデュースで開催。
- 2017年3月 CX『その原因、Ｘにあり！』再現ドラマに出演。
- 2017年6月24日 りあん脚本・監督、ともろー、八雲愛萌ダブル主演による短編映画『ローランブーケ』発表上映会を兼ねた『珍獣オアシスFINAL』を遊楽BRAVE BAR横浜にてプロデュース・開催。六本木時代の店舗からのブッキングライブ含めBRAVE BARに丸12年連続毎月ライブ出演という前人未到の金字塔を打ち立て、珍獣オアシスのファイナルを締め括る。
- 2017年8月15日 “響の森”桶川市民ホール プチホールにて音楽とダンスのコラボライブイベント『ともろープロデュース Groovin' Summer2017』を出演・プロデュース。
- 2017年11月 シンガーソングライターの大見明夜からの勧めで、自身がプロデュースを手掛ける日のみ限定でのライブ・パフォーマンス会場に「新宿ツカスタ」と命名、プレオープン。
- 2017年12月 NTV『内村カメラ』にて「ギリギリ見えないようにダンスを踊ってください」のお題で“宴会部長”として出演、即興で激しいダンスを踊る。
- 2018年1月14日 “響の森”桶川市民ホール プチホールにて音楽とダンスのコラボライブイベント『ともろープロデュース Groovin' Spring2018』を出演・プロデュース。
- 2018年4月1日 本人が自身のブログ記事にて、芸名をこれまでの作詞・作曲名義のクレジットと統一し、ともろーから本名の塚越智朗に変更。[3]
- 2019年5月6日～ NTV『高校生クイズ2019』番組CMに風船おじさん役で出演。
- 2019年9月2日 iTunes Storeのランキング「トラディショナル・フォーク トップソング・日本」で、自身の作詞作曲による歌『少年の恋』が2位を記録。また、同日に同配信ストアのランキング「シンガーソングライター トップソング・日本」で8位を記録。
- 2020年1月～ 大和ヒロシのプロレス入場曲に「ノリノリ海苔のリノベーション」が採用。
- 2020年3月 bayfm『NEXT POWER ON!』レコメンド曲として「ノリノリ海苔のリノベーション」がオンエア（以後もbayfmの番組内で同曲がオンエア）。
- 2020年4月3日 iTunes Storeのランキング「トラディショナル・フォーク トップソング・日本」で、自身の作詞作曲による歌『今宵、BRAVE BARで。』が1位を記録。
- 2020年7月21日～ YouTube『清水あいりのおイタがすぎまんねんTV』内の動画「香水/瑛人を踊ってみた【清水あいり ver.】」におじさん役として出演し「香水」を歌唱。
- 2021年11月17日 Yahoo!ニュース(元記事：ENCOUNT)の大和ヒロシ特集記事に「ノリノリ海苔のリノベーション」が紹介される。[4]
- 2021年11月28日 千葉県君津市AQUASTUDIOにて行われた『大和ヒロシ凱旋！ノリノリ海苔の凱旋ツアー in 君津2021』（DDT）にて試合の前後とフィナーレの計3回、「ノリノリ海苔のリノベーション」が会場で流れる。
- 2021年12月〜 株式会社プリマジェストの企業VPに出演。
- 2022年2月 闘道館にて開催されたイベント『鈴木健.txt 対決シリーズ 大和ヒロシデビュー15周年記念トークライブ「ノリノリ海苔に進み続ける限り」』の第2部の歌謡ショーにゲスト出演し、大和ヒロシのサポートギターとコーラスを担う。
- 2022年12月 『2023プロレスラーカラー選手名鑑(週刊プロレス 2022年 12/16 号増刊)に大和ヒロシの会場テーマ曲(入場曲)として「ノリノリ海苔のリノベーション」が掲載される。
- 2022年12月19日 テレビ東京のドラマ『警視庁考察一課』第10話・11話合体スペシャルに出演。
- 2023年1月 中古釣具チェーン店のタックルベリーの“Music Choice”に自作曲「BITTERENDER」が選ばれ、1月1日〜31日までの月間、各店舗でオンエア。
- 2023年5月12日〜 有吉弘行主演のテレビCM『ウイングアーク1st “判断材料/社長室篇”』(6秒バージョンと15秒バージョンともに)、『ウイングアーク1st “判断材料/会議室篇”』(15秒バージョン)出演。
- 2023年7月〜8月 中古釣具チェーン店のタックルベリーの“Music Choice”に自作曲「Forever」が選ばれ、7月1日〜8月31日までの月間、各店舗でオンエア。
- 2024年4月12日 NHK連続テレビ小説『虎に翼』第10話(第2週)に(上野歓楽街シーンにて和装で酔っ払った)落語家役で出演。
- 2024年4月17日 NHK連続テレビ小説『虎に翼』第13話(第3週)に前週と同じく落語家役で出演。
- 2025年3月19日〜 Disney+スター独占配信『ガンニバル シーズン2』第1話、第2話に村人役、第5話に昔の村人役、第7話に村人役で出演。

## 作品
- Fortune 1stアルバムCD『Fruits』（2000年10月14日 全国リリース／Drestar Records）
- ともろー 1stアルバムCD『風の鼓動』（2006年12月22日 直販にてリリース／VOICE FACTORY RECORDS）
- ともろー 1stマキシシングルCD『無窮花～ムグンファ～』（2007年11月10日 全国リリース／VOICE FACTORY RECORDS Another Kingdom）
- ともろー 2ndアルバムCD『スカイゾーン～君は無限大～』（2008年9月13日 全国リリース／VOICE FACTORY RECORDS Another Kingdom）
- ともろー 2ndマキシシングルCD『LET IT DOWN／歌魂』（2009年6月27日 全国リリース／VOICE FACTORY RECORDS Another Kingdom）
- 珍獣ファミリー コンピアルバムCD『ちんじゅうげきじょう』（2009年12月9日 全国リリース／Another Kingdom）
- 珍獣ファミリー コンピアルバムCD『Brave』（2010年10月27日 全国リリース／Another Kingdom）
- ともろーバンド（現・東京ラリアッツ）マキシシングルCD『ラリアット』（2012年1月25日 全国リリース／Another Kingdom）
- ともろー 3rdマキシシングルCD『暁鐘のファンファーレ』（2012年5月9日 全国リリース／Another Kingdom）[5]
- りあん／ともろー／如月音羽 コラボマキシシングルCD『みつめてごらん』（2012年5月9日 全国リリース／Another Kingdom）[6]
- 東京ラリアッツ 1stマキシシングルCD『POWER OF HEART／猛者』（2012年11月14日 全国リリース／Another Kingdom）[7]
- 珍獣ファミリー コンピアルバムCD『Dream Package!!!!!』（2014年9月24日 全国リリース／Another Kingdom）[8]
- ともろー 4thマキシシングルCD『Still』（2015年10月7日 全国リリース／Another Kingdom）[9]
- ともろー with Various Chin10Family Artists トリビュートアルバムCD『絆LOVE～ともろートリビュート～』（2016年12月14日 全国リリース／Another Kingdom）[10]
- 塚越智朗 1st配信シングル『今宵、BRAVE BARで。』（作詞・作曲：塚越智朗 編曲：塚越智朗、伊藤和也、斉藤ＫＡＺＵ）[11]
- agepass 1st配信シングル『微生物のうた』（作詞・作曲：かつあん／塚越智朗 編曲：塚越智朗、伊藤和也、boogie(from Project2)、ヨシ(from DIXIES)）[12]
- agepass 2nd配信シングル『夢』（作詞・作曲：斎藤潤 編曲：塚越智朗）[13]
- 塚越智朗 2nd配信シングル『LET IT DOWN』（作詞・作曲：塚越智朗 編曲：斉藤ＫＡＺＵ）[14]
- 塚越智朗 3rd配信シングル『夢をあきらめず』（作詞・作曲：塚越智朗 編曲：Norikazu、シューティングスター東海道線、塚越智朗）[15]
- 塚越智朗 4th配信シングル『追憶のブルース (SHOOSTA ver.)』（作詞・作曲：塚越智朗 編曲：シューティングスター東海道線）[16]
- 塚越智朗 5th配信シングル『少年の恋』（作詞・作曲：塚越智朗 編曲：石川ベル(from チームリバーストーン)）[17]
- 塚越智朗 6th配信シングル『Future』（作詞・作曲：塚越智朗 編曲：田中孝則）[18]
- 塚越智朗 7th配信シングル『息吹』（作詞・作曲：塚越智朗 編曲：石川ベル(from チームリバーストーン））[19]
- 塚越智朗 8th配信シングル『POWER OF HEART』（作詞・作曲：塚越智朗 編曲：工藤雄一、塚越智朗）[20]
- 塚越智朗 9th配信シングル『情熱ロケット』（作詞・作曲：塚越智朗 編曲：白木康之）[21]
- 塚越智朗 10th配信シングル『Drive!』（作詞・作曲：塚越智朗 編曲：塚越智朗、岡崎太一、ReSpark）[22]
- 塚越智朗 1st配信アルバム『ツカベス』（全11曲収録）[23]
- 塚越智朗 11th配信シングル『いつかの道しるべ』（作詞・作曲・編曲：塚越智朗）[24]
- 塚越智朗 12th配信シングル『少しだけcry...』（作詞・作曲：塚越智朗 編曲：ともろーバンド）[25]
- 塚越智朗 13th配信シングル『メリクリ銀世界』（作詞・作曲：塚越智朗 編曲：塚越智朗、boogie(from Project2）[26]
- 塚越智朗 14th配信シングル『ラリアット』（作詞・作曲：塚越智朗 編曲：ともろーバンド）[27]
- 塚越智朗 15th配信シングル『壁をぶち破れ！』（作詞・作曲：塚越智朗 編曲：東京ラリアッツ）[28]
- 塚越智朗 16th配信シングル『暁鐘のファンファーレ』（作詞・作曲：塚越智朗 編曲：斉藤ＫＡＺＵ）[29]
- 塚越智朗 17th配信シングル『つまむのよ』（作詞・作曲：塚越智朗 編曲：内海治夫、石川ベル(from チームリバーストーン)）[30]
- 塚越智朗 2nd配信アルバム『虹色の凱歌』（全8曲収録）[31]
- 塚越智朗 18th配信シングル『BITTERENDER』（作詞・作曲：塚越智朗 編曲：斉藤ＫＡＺＵ）[32]
- 塚越智朗 19th配信シングル『Still』（作詞・作曲：塚越智朗 編曲：工藤雄一、塚越智朗）[33]
- agepass 3rd配信シングル『Lonely』（作詞・作曲：塚越智朗 編曲：塚越智朗、boogie(from Project2)、植草博人、ヨシ雪之丞）[34]
- 塚越智朗 3rd配信アルバム『ガーベラ』（全9曲収録）[35]
- 塚越智朗 4th配信アルバム『Only One Infinity!』（全14曲収録）[36]
- 塚越智朗 20th配信シングル『歓喜の声』（作詞・作曲・編曲：塚越智朗）[37]
- 塚越智朗 21st配信シングル『愛してることだけ』（作詞・作曲：塚越智朗 編曲：MASA(from なごみアンテナ)）[38]
- 塚越智朗 22nd配信シングル『ギリギリマシーン』（作詞・作曲：塚越智朗 編曲：東京ラリアッツ）[39]
- 塚越智朗 5th配信アルバム『ツカベス２』（全7曲収録）[40]
- 塚越智朗 23rd配信シングル『レーズン』（作詞・作曲・編曲：塚越智朗）[41]
- 塚越智朗 24th配信シングル『Forever』（作詞・作曲・編曲：塚越智朗）[42]
- 塚越智朗 25th配信シングル『誓い(Slow ver.)』（作詞・作曲：塚越智朗 編曲：塚越智朗、斉藤ＫＡＺＵ）[43]
- 塚越智朗 26th配信シングル『あなたと二人で(Live at Nagai Depo 2024 ver.)』（作詞・作曲：塚越智朗 編曲：塚越智朗、ルーサー、岡崎太一）[44]
- 塚越智朗 27th配信シングル『Slope』（作詞・作曲：塚越智朗 編曲：塚越智朗、ルーサー、岡崎太一）[45]
- 塚越智朗 28th配信シングル『無窮花』（作詞・作曲：塚越智朗 編曲：塚越智朗、吉谷明展）[46]
- 塚越智朗 29th配信シングル『春風』（作詞・作曲：塚越智朗 編曲：塚越智朗、Kimi、ルーサー、岡崎太一、工藤雄一）[47]
- 塚越智朗 6th配信アルバム『ポッパラッペ』（全8曲収録）[48]

## 楽曲提供
- 大和ヒロシ（プロレスラー）「真っ白な未来へ」（作詞：大和ヒロシ 作曲：塚越智朗 編曲：東京ラリアッツ）[49]
- ヒノエショウエイ（アーティスト）「革命児」（作詞・作曲：塚越智朗 編曲：ヒノエショウエイ、森谷優里）[50]
- krystalcube（アーティスト）「U-may Dream Map」（英訳詞：krystalcube 作詞・作曲：塚越智朗 編曲：塚越智朗、岡崎太一、伊藤和也）[51]
- 大和ヒロシ（プロレスラー）「ノリノリ海苔のリノベーション」（作詞：大和ヒロシ、塚越智朗 作曲：塚越智朗 編曲：boogie(from Project2)、石川ベル(from チームリバーストーン)、塚越智朗）[52]